# Fed Cup 2016
La Fed Cup de 2016 es la 54.ª edición del torneo de tenis femenino más importante por naciones. Participan ocho equipos en el Grupo Mundial y noventa en los diferentes grupos regionales.

## Movilidad entre grupos: 2015 a 2016
| · Alemania | · Francia | · Italia | · Países Bajos | · República Checa | · Rumanía | · Rusia | · Suiza |
| ---------- | --------- | -------- | -------------- | ----------------- | --------- | ------- | ------- |

| · Australia | · Bielorrusia | · Canadá | · Eslovaquia | · España | · Estados Unidos | · Polonia | · Serbia |
| ----------- | ------------- | -------- | ------------ | -------- | ---------------- | --------- | -------- |

## Grupo Mundial

### Equipos participantes
| Equipos participantes en el Grupo Mundial de 2016 | Equipos participantes en el Grupo Mundial de 2016 | Equipos participantes en el Grupo Mundial de 2016 | Equipos participantes en el Grupo Mundial de 2016 | Equipos participantes en el Grupo Mundial de 2016 | Equipos participantes en el Grupo Mundial de 2016 | Equipos participantes en el Grupo Mundial de 2016 | Equipos participantes en el Grupo Mundial de 2016 |
| Alemania                                          | Francia                                           | Países Bajos                                      | Italia                                            | República Checa                                   | Rumanía                                           | Rusia                                             | Suiza                                             |
| ------------------------------------------------- | ------------------------------------------------- | ------------------------------------------------- | ------------------------------------------------- | ------------------------------------------------- | ------------------------------------------------- | ------------------------------------------------- | ------------------------------------------------- |

### Sorteo
- El sorteo del Grupo Mundial para la Fed Cup 2015 decretó los siguientes encuentros:

Cabezas de serie
1. República Checa
2. Rusia
3. Alemania
4. Italia

### Eliminatorias
|  | Cuartos de final             | Cuartos de final             | Cuartos de final             |                              |                            | Semifinales                   | Semifinales                   | Semifinales                   |                               |                               | Final                          | Final                          | Final                          |                                |                                |
|  | 06 al 7 de febrero           | 06 al 7 de febrero           | 06 al 7 de febrero           |                              |                            | 16 al 17 de abril             | 16 al 17 de abril             | 16 al 17 de abril             |                               |                               | 12 al 13 de noviembre          | 12 al 13 de noviembre          | 12 al 13 de noviembre          |                                |                                |
|  |                              |                              |                              |                              |                            |                               |                               |                               |                               |                               |                                |                                |                                |                                |                                |
|  | Rumanía, Dura, CZE 1-0 ROU   |                              |                              |                              |                            |                               |                               |                               |                               |                               |                                |                                |                                |                                |                                |
|  | 1                            | República Checa              | 3                            |                              |                            |                               |                               |                               |                               |                               |                                |                                |                                |                                |                                |
|  |                              | Rumanía                      | 2                            |                              |                            | Suiza, Dura, CZE 5-1 SUI      | Suiza, Dura, CZE 5-1 SUI      | Suiza, Dura, CZE 5-1 SUI      | Suiza, Dura, CZE 5-1 SUI      | Suiza, Dura, CZE 5-1 SUI      |                                |                                |                                |                                |                                |
|  |                              |                              |                              |                              | 1                          | República Checa               | 3                             |                               |                               |                               |                                |                                |                                |                                |                                |
|  | Alemania, Dura, GER 4-1 SUI  | Alemania, Dura, GER 4-1 SUI  | Alemania, Dura, GER 4-1 SUI  | Alemania, Dura, GER 4-1 SUI  |                            |                               | Suiza                         | 2                             |                               |                               |                                |                                |                                |                                |                                |
|  |                              | Suiza                        | 3                            |                              |                            |                               |                               |                               |                               |                               |                                |                                |                                |                                |                                |
|  | 3                            | Alemania                     | 2                            |                              |                            |                               |                               |                               |                               |                               | Francia, Dura (i), FRA 3-3 CZE | Francia, Dura (i), FRA 3-3 CZE | Francia, Dura (i), FRA 3-3 CZE | Francia, Dura (i), FRA 3-3 CZE | Francia, Dura (i), FRA 3-3 CZE |
|  |                              |                              |                              |                              |                            |                               |                               |                               |                               |                               | 1                              | República Checa                | 3                              |                                |                                |
|  | Francia, Dura, FRA 7-3 ITA   | Francia, Dura, FRA 7-3 ITA   | Francia, Dura, FRA 7-3 ITA   | Francia, Dura, FRA 7-3 ITA   | Francia, Dura, FRA 7-3 ITA |                               |                               |                               |                               |                               |                                | Francia                        | 2                              |                                |                                |
|  | 4                            | Italia                       | 1                            |                              |                            |                               |                               |                               |                               |                               |                                |                                |                                |                                |                                |
|  |                              | Francia                      | 4                            |                              |                            | Francia, Arcilla, FRA 5-1 NED | Francia, Arcilla, FRA 5-1 NED | Francia, Arcilla, FRA 5-1 NED | Francia, Arcilla, FRA 5-1 NED | Francia, Arcilla, FRA 5-1 NED |                                |                                |                                |                                |                                |
|  |                              |                              |                              |                              |                            | Francia                       | 3                             |                               |                               |                               |                                |                                |                                |                                |                                |
|  | Rusia, Dura, RUS 3-0 Holanda | Rusia, Dura, RUS 3-0 Holanda | Rusia, Dura, RUS 3-0 Holanda | Rusia, Dura, RUS 3-0 Holanda |                            |                               | Países Bajos                  | 2                             |                               |                               |                                |                                |                                |                                |                                |
|  |                              | Países Bajos                 | 3                            |                              |                            |                               |                               |                               |                               |                               |                                |                                |                                |                                |                                |
|  | 2                            | Rusia                        | 1                            |                              |                            |                               |                               |                               |                               |                               |                                |                                |                                |                                |                                |

| República Checa                       |
| Campeón República Checa décimo título |

## Repesca al Grupo Mundial
Los cuatro equipos perdedores de la primera ronda del Grupo Mundial, y los cuatro ganadores de las eliminatorias del Grupo Mundial II jugarán esta instancia. En esta instancia, los cuatro equipos ganadores jugarán en el Grupo Mundial I en el año 2017; los perdedores jugarán mientras tanto en el Grupo Mundial II.
Los cruces de cada una de las llaves enfrentarán a un equipo del Grupo Mundial I y del Grupo Mundial II.
| Perdedores Grupo Mundial - Alemania - Italia - Rumanía - Rusia | Ganadores Grupo Mundial II - Australia - Bielorrusia - España - Estados Unidos |

### Eliminatorias
- Fecha: 16 al 17 de abril

| Lugar                | Superficie  | Equipo local  | Marcador | Equipo visitante |
| -------------------- | ----------- | ------------- | -------- | ---------------- |
| Moscú, Rusia         | Arcilla (i) | Rusia (1)     | 2-3      | Bielorrusia      |
| Lérida, España       | Arcilla     | España        | 4-0      | Italia (2)       |
| Cluj-Napoca, Rumania | Arcilla (i) | Rumania       | 1-4      | Alemania (3)     |
| Brisbane, Australia  | Arcilla     | Australia (4) | 0-4      | Estados Unidos   |

## Grupo Mundial II

### Equipos participantes
| Equipos participantes en el Grupo Mundial II de 2016 | Equipos participantes en el Grupo Mundial II de 2016 | Equipos participantes en el Grupo Mundial II de 2016 | Equipos participantes en el Grupo Mundial II de 2016 | Equipos participantes en el Grupo Mundial II de 2016 | Equipos participantes en el Grupo Mundial II de 2016 | Equipos participantes en el Grupo Mundial II de 2016 | Equipos participantes en el Grupo Mundial II de 2016 |
| Australia                                            | Bielorrusia                                          | Canadá                                               | Eslovaquia                                           | Estados Unidos                                       | España                                               | Polonia                                              | Serbia                                               |
| ---------------------------------------------------- | ---------------------------------------------------- | ---------------------------------------------------- | ---------------------------------------------------- | ---------------------------------------------------- | ---------------------------------------------------- | ---------------------------------------------------- | ---------------------------------------------------- |

### Sorteo
- El sorteo de la Fed Cup 2015 decretó los siguientes cruces:

Cabezas de Serie
- Los cabeza de serie son decretados por el ranking que manejan los creadores de la Fed Cup

1. Australia
2. Serbia
3. Polonia
4. Canadá

### Eliminatorias
- Fecha: 06 al 7 de febrero

| Lugar          | Superficie    | Equipo local   | Marcador | Equipo visitante |
| -------------- | ------------- | -------------- | -------- | ---------------- |
| Eslovaquia     | Dura, Indoor  | Eslovaquia     | 2-3      | Australia (1)    |
| Quebec, Canadá | Dura, Indoor  | Canadá (4)     | 2-3      | Bielorrusia      |
| Estados Unidos | Dura, Outdoor | Estados Unidos | 3-0      | Polonia (3)      |
| Serbia         | Dura, Indoor  | Serbia (2)     | 0-4      | España           |

## Repesca al Grupo Mundial II
Los cuatro equipos perdedores de la primera ronda del Grupo Mundial II, dos clasificados de la Zona Europa/Asia, y los ganadores de los Grupos Asia/Oceanía y Américas jugarán esta instancia. En esta instancia, los cuatro equipos ganadores jugarán en el Grupo Mundial II en el año 2017; los perdedores jugarán mientras tanto en sus respectivos grupos regionales.
| Perdedores Grupo Mundial II - Canadá - Eslovaquia - Polonia - Serbia | Clasificados Grupo Regionales - Argentina - Zona Américas - China Taipéi - Zona Asia/Oceanía - Bélgica - Zona Europa/África - Ucrania - Zona Europa/África |

### Eliminatorias
- Fecha: 16 al 17 de abril

| Lugar                  | Superficie  | Equipo local | Marcador | Equipo visitante |
| ---------------------- | ----------- | ------------ | -------- | ---------------- |
| Belgrade, Serbia       | Arcilla (i) | Serbia (1)   | 2-3      | Bélgica          |
| Bratislava, Eslovaquia | Arcilla (i) | Eslovaquia   | 4-1      | Canadá (2)       |
| Inowroclaw, Polonia    | Dura (i)    | Polonia (3)  | 1-4      | China Taipéi     |
| Kiev, Ucrania          | Dura        | Ucrania      | 4-0      | Argentina (4)    |

## Grupos Regionales

### América
| Zona de América | Zona de América | Zona de América | Zona de América | Zona de América | Zona de América | Zona de América | Zona de América |
| Grupo I         | Grupo I         | Grupo I         | Grupo I         | Grupo I         | Grupo I         | Grupo I         | Grupo I         |
| Argentina       | Bolivia         | Brasil          | Colombia        | Ecuador         | México          | Paraguay        | Perú            |
| Permanece       | Permanece       | Permanece       | Permanece       | Desciende       | Permanece       | Permanece       | Desciende       |
| Grupo II        | Grupo II        | Grupo II        | Grupo II        | Grupo II        | Grupo II        | Grupo II        | Grupo II        |
| Bahamas         | Barbados        | Chile           | Costa Rica      | Guatemala       | Paraguay        | Puerto Rico     | Rep. Dominicana |
| Permanece       | Permanece       | Asciende        | Permanece       | Permanece       | Permanece       | Permanece       | Permanece       |
| Uruguay         | Venezuela       | -               | -               | -               | -               | -               | -               |
| Permanece       | Asciende        | -               | -               | -               | -               | -               | -               |
| --------------- | --------------- | --------------- | --------------- | --------------- | --------------- | --------------- | --------------- |

### Asia/Oceanía
| Zona de Asia/Oceanía | Zona de Asia/Oceanía | Zona de Asia/Oceanía | Zona de Asia/Oceanía | Zona de Asia/Oceanía | Zona de Asia/Oceanía | Zona de Asia/Oceanía | Zona de Asia/Oceanía |
| Grupo I              | Grupo I              | Grupo I              | Grupo I              | Grupo I              | Grupo I              | Grupo I              | Grupo I              |
| China                | China Taipéi         | Corea del Sur        | India                | Japón                | Kazajistán           | Tailandia            | Uzbekistán           |
| Permanece            | Permanece            | Permanece            | Permanece            | Permanece            | Permanece            | Permanece            | Desciende            |
| Grupo II             | Grupo II             | Grupo II             | Grupo II             | Grupo II             | Grupo II             | Grupo II             | Grupo II             |
| Baréin               | Filipinas            | Hong Kong            | Indonesia            | Irán                 | Islas del Pacífico   | Kirguistán           | Malasia              |
| Permanece            | Asciende             | Permanece            | Permanece            | Permanece            | Permanece            | Permanece            | Permanece            |
| Pakistán             | Singapur             | Sri Lanka            | Tayikistán           | Turkmenistán         | -                    | -                    | -                    |
| Permanece            | Permanece            | Permanece            | Permanece            | Permanece            | -                    | -                    | -                    |
| -------------------- | -------------------- | -------------------- | -------------------- | -------------------- | -------------------- | -------------------- | -------------------- |

### Europa/África
| Zona de Europa / África | Zona de Europa / África | Zona de Europa / África | Zona de Europa / África | Zona de Europa / África | Zona de Europa / África | Zona de Europa / África | Zona de Europa / África |
| Grupo I                 | Grupo I                 | Grupo I                 | Grupo I                 | Grupo I                 | Grupo I                 | Grupo I                 | Grupo I                 |
| Bélgica                 | Bulgaria                | Croacia                 | Estonia                 | Georgia                 | Hungría                 | Israel                  | Letonia                 |
|                         | Permanece               | Permanece               | Permanece               | Permanece               | Permanece               | Permanece               | Permanece               |
| Portugal                | Reino Unido             | Suecia                  | Sudáfrica               | Turquía                 | Ucrania                 | -                       | -                       |
| Permanece               | Permanece               | Desciende               | Desciende               | Permanece               |                         | -                       | -                       |
| Grupo II                | Grupo II                | Grupo II                | Grupo II                | Grupo II                | Grupo II                | Grupo II                | Grupo II                |
| Austria                 | Bosnia y Herzegovina    | Dinamarca               | Egipto                  | Eslovenia               | Finlandia               | Liechtenstein           | Lituania                |
| Grupo III               | Grupo III               | Grupo III               | Grupo III               | Grupo III               | Grupo III               | Grupo III               | Grupo III               |
| Argelia                 | Armenia                 | Chipre                  | Grecia                  | Irlanda                 | Islandia                | Kosovo                  | Luxemburgo              |
| Macedonia               | Madagascar              | Malta                   | Marruecos               | Moldavia                | Montenegro              | Mozambique              | Noruega                 |
| Zimbabue                | -                       | -                       | -                       | -                       | -                       | -                       | -                       |
| ----------------------- | ----------------------- | ----------------------- | ----------------------- | ----------------------- | ----------------------- | ----------------------- | ----------------------- |